# Litauen i olympiska vinterspelen 1994
Litauen deltog med sex deltagare vid de olympiska vinterspelen 1994 i Lillehammer. Ingen av landets deltagare erövrade någon medalj.